# 青山ワンセグ開発
『青山ワンセグ開発』（あおやまワンセグかいはつ）は、2010年4月10日から2015年3月27日までNHKのワンセグ放送「NHKワンセグ2」で放送されていたバラエティ番組。字幕放送および番組に連動したデータ放送を実施している（字幕放送は生放送時を除く）。

## 番組概要
ワンセグ2向けに放送されるテレビ番組をNHK外部の制作プロダクション（NHKの関連会社であるNHKエンタープライズも含む。NHKエンタープライズはこの番組の制作を担当）が制作し、それをプロデューサーや出演者がプレゼンテーションする「オーディション番組」である。番組タイトルとなっている青山は、NHKのサテライトスタジオ「NHK@CAMPUS」のある青山アスタジオ（所在地は東京都渋谷区神宮前）に由来する。番組の収録および生放送は前述のスタジオか、NHK放送センターで行われる。
各番組はコンペティション形式で争われ、視聴者からの投票により獲得した投票数が多い番組が選出される形式となっている。原則として、毎月最終週に生放送を実施し、それ以外の週では収録したものを放送。番組内では双方向サービスで視聴者による投票が放送中に行えるのが特徴となっている。
NHKが不定期にNHK総合テレビジョンなどで実施されているNHK番組たまごが単発の長時間番組であるのに対し、『青山ワンセグ開発』で放送される番組が約5分のミニ番組中心であるのが特徴となっている。
2012年度からはワンセグ2の放送に加え、新たにNHK教育テレビジョン（NHK Eテレ）でレギュラー放送を開始し、放送時間を拡大した。
2013年度からテレビ放送とは別に「○月期こぼれ話」と題した動画をホームページで配信している。
2015年3月27日の放送をもって、5年間続いた番組が終了した（ちなみに、この番組と入れ替わるように、同じ企画オーディション番組「Eテレジャッジ」が2015年度から始まった。またこの番組の終了をもって、ワンセグ2の独自放送サービスも終了しEテレは終日フルセグと同じ番組<マルチチャンネル編成の時間における3chの番組=日中14時台のNHK高校講座のアーカイブ番組などは除く>を編成するようになった）。

## 番組の選出方式
2011年度までは毎月2本のミニ番組によるコンペティションを実施。最終週の生放送時に勝者の番組が選考される。9月あるいは3月に実施される決勝ラウンドで勝者となった番組がレギュラー枠の獲得となる形式が実施された。
2012年度からは対戦形式を毎月3企画によるコンペティションに変更。9企画のトーナメント制で勝ち上がった3企画が決勝ラウンドに残り、勝者にレギュラー枠が与えられる。
2013年度からは各月の対戦企画を、2番組に変更。これにより、1バトル6企画となった。

## 出演者

### 司会
- 2010年4月 - 2012年3月：里田まい
- 2010年4月 - 2011年12月27日：相田翔子（産休により降板[2]）

相田が降板するまでは第1週から第3週は里田が、第4週は相田が司会を担当。
- 2011年4月 - 2012年3月：佐藤由加理〈当時SDN48〉
- 2012年4月 - 2013年3月：ももいろクローバーZ（百田夏菜子・玉井詩織・佐々木彩夏・有安杏果・高城れに）

メンバー5人が交代で担当。各バトルの結果発表の週は生放送の為、労働基準法により当初は18歳以上である高城がMCを担当。7月から百田が加わり、2013年3月15日の「バトル3 ファイナル」の生放送には、18歳の誕生日を迎えたばかりの有安も出演した。
降板から1年4カ月後に「青山・夏の復活祭 EのはこれだZ」に出演した。
- 2013年4月 - 2015年3月：E-girls
  - Dream：Shizuka・Aya・Ami・Erie
  - Happiness：SAYAKA・楓・藤井夏恋・YURINO・須田アンナ
  - Flower：藤井萩花・重留真波・中島美央・鷲尾伶菜・坂東希・佐藤晴美
  - その他：石井杏奈・山口乃々華

メンバーのうち数人が週替わりでMCを担当。
SAYAKA・YURINO・武部柚那・中嶋桃花・山口乃々華・生田梨沙・重留真波は、2014年度から新加入（山口・生田・重留は、2014年4月の時点ではHPの「MC紹介」にいなかった。後に「MC紹介」に新たに載った）。
水野絵梨奈は2013年度バトル2（11月）、武田杏香は2014年度4月期、武藤千春は2014年度バトル2（11月）、武部柚那・生田梨沙・中嶋桃花は2015年1月まで、番組ホームページの「MC紹介」にのっていた。また、杉枝真結と渡邊真梨奈は生放送に一度出たことがある。

### 顧問
E-girlsを真のMCとして鍛えてくれる先輩として、2014年度から導入された。2人とも、企画出演経験がある。
- バトル1：田中卓志（アンガールズ）
- バトル2：堤下敦（インパルス）

生放送に毎回（どちらかが）出演。これにより、ゲストの枠が固定された。また、2013年度までMCのみでやっていた「バトル○ 直前スペシャル」や「バトル○ 総集編」にも出演。「夏の復活祭 EのはこれだZ」には2人が同時に出演。「復活バトル・冬」にも一人ずつ出演。

## 放送時間
放送時間はいずれも日本標準時（JST）。なお、番組内で放送された個別の番組はワンセグ2の独自放送の時間帯にも放送される（この場合は再放送の扱いとなる）。
2010年度
- 土曜日 13:00 - 13:15（ワンセグ2）

2011年度
- 土曜日 13:00 - 13:20（ワンセグ2）

2012 - 2013年度
- 金曜日 0:30 - 0:55（木曜日深夜、Eテレ・ワンセグ2）

2014年度
- 金曜日 0:20 - 0:45（木曜日深夜、Eテレ・ワンセグ2）
  - また、近畿地方では総合テレビの金曜日16:50 - 16:55にこの番組で放送された『タクシードライバー 祇園太郎』を放送していた（国会中継・大相撲中継・高校野球中継実施時は休止）。

## 復活スペシャル
2014年度に2回「復活スペシャル」を行った。

### 青山・夏の復活祭 EのはこれだZ
番組開始5年目にして、初の特番である。2014年度「バトル1総集編」の最後で開催が発表され、翌週にスタートした。特設サイトも設けられた（開催中も、通常放送は並行して放送）。対象となったのは2010年度〜2012年度の敗北企画。そのうち、36企画がエントリー。
- 予選（7/25スタート、8/1中間ランキング、8/6最終ランキング発表）
  - まず、36企画の動画全てをインターネットの動画サイトで公開し、各企画の動画再生回数を競った。ランキングは毎日更新された。
    - このうち、事前ランキング上位15位の企画には、ももいろクローバーZかE-girlsの「推し動画」が付けられた。中間ランキング時に16位以下に落ちた企画の応援リンクは外され（推し動画そのものは削除されない）、新たに15位以上になった動画には新しく「推し動画」が付けられた。

  - 2週間で動画再生回数の多かった3企画が決勝に進出。
- 決勝（8/10）
  - 前述の3企画が1時間の生放送で対決。この戦いで優勝した企画がレギュラー化し、新作6本を制作。

### 復活バトル・冬
2014年度「バトル2総集編」の最後で開催が発表され、翌々週の「復活バトル直前スペシャル」よりスタートした。今回は、通常放送の枠を使った。対象となったのは、2013年度〜2014年度の敗北企画。そのうち、12企画がエントリー。12月期・1月期の各6企画に分かれ、それぞれの優勝を決める。今回は、開催中の1か月間、各企画3本の動画の再生回数を同時進行で競った。また、企画ごとの応援コメント数も同時に競った。
- 第1対戦〜第3対戦
  - 3週間は、抽選によって決まった2企画（×3対戦）の組み合わせでプレゼン対決。放送中に2回ジャッジタイムがあり、その合計が多かった企画が決勝に進出（そのため、1回目の結果はプレゼン中に発表される）。投票は生放送だが、プレゼン・MCは収録。
- 決勝
  - 前述の3対戦で勝利した3企画が生放送で対決。この戦いで優勝した企画がレギュラー化し、新作3本を制作。
    - 今回は事前ポイントというルールがあった。前述の動画再生回数が最も多かった企画と、応援コメント数が最も多かった企画にそれぞれ300ptを加算した。

## レギュラー化した主な番組
野田ともうします。（制作：メディアブルポ）

さきいかくん（制作：テレバイダー・エンタテインメント）

タクシードライバー 祇園太郎
カラダはみんな生きている（制作：東北新社、制作協力：タツノコプロ）
人間の内臓をアニメ化したテレビアニメ。カラダの身近な疑問を擬人化した内臓が答えてくれるのが特徴である。
おかっぱちゃん旅に出る（制作：オンブ）
イラストレーターBoojilの趣味である一人旅で起こった出来事を紹介するテレビアニメ。
ナイツの言い間違いで覚える日本史（制作：東京ビデオセンター）
歴史上の人物をナイツの言い間違いで覚える。後に第2弾として、化学の法則が放送された。
僕にはまだ友だちがいない（制作：クリエイティブネクサス）
中川学のコミックエッセイ「僕にはまだ  友だちがいない 大人の友だち作り奮闘記」を浜野謙太主演の実写ドラマ化したもの。
5分でわかるyukkyの世界名作小説（制作：アリカデザイン）
世界の名作小説を、イラストレーターyukkyの個性的なキャラクターで紹介。
恋愛のレッスン（制作：サードステージ）
鴻上尚史が出演しながら演出した、恋愛の技術を試していく話。
補欠ヒーローMEGA3（制作：ROBOT）
世界の一流ヒーローが悪の敵をやっつけた後、現場の後片付けをやっているジェット、メアリー、フジヤマの3人組の「補欠ヒーロー」の話。彼らは、一応はヒーローだがまだまだ未熟なため力をうまく発揮できず、メジャー昇格を夢見ている。ミニチュアの人形を使っている。
私の部下は50歳（制作：佐世保映像社）
入社6年目の若手キャリアウーマン、ハナ（木南晴夏）にできた部下は、なんと50歳のおじさん、アベ（緋田康人）だった。年下女性上司とおじさん部下が繰り広げる、ちょっと切ないショートコメディードラマ。
2月に「私の部下は50歳 一気見スペシャル」と題した特別番組が企画された（13日に前編〈1〜5話〉、20日に後編〈6〜10話〉を放送）。出演した木南、緋田と、番組でプレゼンした企画者の有働との対談も交えて、全10話が全て放送された。
ジョナ散歩（制作：メディアブルポ）
願い事をひとつだけ叶えてくれる妖精だが、見た目は目つきの怖い小太りの中年男性ジョナサン（六角精児）。ちょっとひねった大人のファンタジー。
2011年度に負けているが、「青山・夏の復活祭 EのはこれだZ」にエントリーし、優勝した。
人間観察ミーティングドラマ ただいま会議中（制作：ファブコミュニケーションズ）
貸し会議室という閉ざされた空間で露わになる人間ドラマを、受付嬢（峯岸みなみ（AKB48））が8Kの超高画質カメラで監視する。
少女と人魚（制作：ヴィスタ）
クスッと笑えて、ホロッと泣ける。ツンデレ少女とオッサン人魚のグッとくる日常を描いた舞台的ワンシチュエーションドラマ。
2013年度に負けているが、「復活バトル・冬 12月期」にエントリーし優勝した。
ちいさいぜ!ちょこやまくん（制作：クリエイティブネクサス）
広告代理店係長代理の横山弘（児嶋一哉（アンジャッシュ））。おちょこのように器が小さい彼は「ちょこやまくん」と呼ばれている。そのちょこやまくんの日常を描いた、シチュエーション・コメディ。
2013年度に負けているが、「復活バトル・冬 1月期」にエントリーし優勝した。

## スタッフ
- ナレーション：服部潤